# Saikaku (cràter)
Saikaku és un cràter d'impacte en el planeta Mercuri de 64 km de diàmetre. Porta el nom del poeta japonès Ihara Saikaku (1642-1693), i el seu nom va ser aprovat per la Unió Astronòmica Internacional el 1979.